# Place des Quirites
La place des Quirites est une place de Rome située dans le rione Prati. 

## Nom
Nichée au cœur du quartier Prati, elle prend le nom des habitants de la ville de Cures ou Quirites, également appelés les Sabins, habitants et cofondateurs de Rome. Une autre théorie voit dans les Quirites les mêmes habitants de Rome, ainsi nommés parce que concitoyens, mais aussi et surtout à tous les adorateurs du dieu Quirinus, qui est en fait Romulus hissé au rang de divinité ; Georges Dumézil en précise l'étymologie, depuis co-uirio-, c'est-à-dire l'ensemble des hommes en temps de paix, toujours prêts à devenir milites en temps de guerre.

## Description
Au centre de la place se trouve une fontaine, construite en 1928 par le sculpteur Attilio Selva (Trieste, 1888-1970). La fontaine prend le nom de fontaine des Cariatides.
La réalisation de la fontaine, jugée « scandaleuse  » par la présence de quatre statues de nus féminins, fait partie des causes qui ont conduit Mussolini à «démissionner » le gouverneur de Rome en 1928. 
Dans le voisinage de la place se dresse l'église de Saint-Joachim, achevée en 1898 sur le projet de l'architecte Raffaele Ingami, qui devait donner de la solennité au jubilé sacerdotal et épiscopal de Léon XIII.

## Environnement et liens
- Paroisse Prati
- Piazza Cavour
- Piazza Cola di Rienzo
- Castel Sant'Angelo